# Sergej Onopko
Sergej Onopko (ukrainisch Сергій Онопко Serhij Onopko; * 3. Februar 1985 in Charkiw, Ukrainische SSR) ist ein deutscher Schauspieler ukrainischer Herkunft.

## Leben
Sergej Onopko wurde in der ehemaligen Sowjetunion geboren. In seiner Geburtsstadt Charkiw besuchte er eine Kunstschule. Als Nebendarsteller wirkte er in mehreren internationalen Filmproduktionen mit, u. a. in dem Actionfilm Stirb langsam – Ein guter Tag zum Sterben (2013, als Alik's Soldier, einer der Gehilfen bei der Schießerei im Ballsaal), in der Filmkomödie Spy – Susan Cooper Undercover (2015, als Hristo) und in dem Horrorfilm Don’t Breathe (2016), wo er Trevor, den Freund der Mutter von einer drei Hauptfiguren, verkörperte.
Onopko übernahm auch Rollen in mehreren internationalen Serien, u. a. in Strike Back (2015) und Emerald City – Die dunkle Welt von Oz (2017). In der kanadisch-ungarischen Agenten-Thrillerserie X Company (2016) hatte er eine Episodenrolle als deutscher Wehrmachtssoldat Bader. Außerdem hatte er 2017 als Krieger Boltan eine Episodenrolle in der britischen historischen Fernsehserie The Last Kingdom.
In dem deutschen Kinofilm Erwartungen (2016), eine Geschichte über vier Paare, spielte er, an der Seite von Maike von Bremen, eine der Hauptrollen, den Performancekünstler Ilja. Mehrfach arbeitete er auch für das deutsche Fernsehen. Seinen Einstieg hatte er als Bautischler Danilo, ein Deserteur aus der Russischen Armee, in der ZDF-Krimiserie SOKO Leipzig (2014). In der von RTL II produzierten TV-Miniserie Neandertaler (Erstausstrahlung: September 2016) spielte er eine durchgehende Hauptrolle als Rüdiger Vogt, wo er der ehrgeizige Handlanger eines ehemaligen Genetikprofessors war. Im November 2017 war Onopko in der ZDF-Serie SOKO Stuttgart in einer Episodenhauptrolle zu sehen; er spielte den durch einen Unfall erblindeten ehemaligen Bogensportler Sven Haller.
Onopko arbeitete auch als Model im Mode- und Fitnessbereich und als Personal-Fitnesstrainer. Er lebt in Griesheim bei Darmstadt.

## Filmografie (Auswahl)
- 2013: Stirb langsam – Ein guter Tag zum Sterben (A Good Day to Die Hard, Kinofilm)
- 2014: SOKO Leipzig (Fernsehserie, Folge Lucy)
- 2015: Spy – Susan Cooper Undercover (Spy, Kinofilm)
- 2015: Strike Back (Fernsehserie, Folge Abgerechnet)
- 2015; 2017: The Last Kingdom (Fernsehserie, 2 Folgen)
- 2016: X Company (Fernsehserie, Folge La Vérité Vous Rendra Libre)
- 2016: Don’t Breathe (Don’t Breathe, Kinofilm)
- 2016: Neandertaler (Fernsehserie, 3 Folgen)
- 2016: Erwartungen (Kinofilm)
- 2017: Emerald City – Die dunkle Welt von Oz (Fernsehserie, Folge The Villain That's Become)
- 2017: SOKO Stuttgart (Fernsehserie, Folge Mitten ins Herz)
- 2017: Über die Grenze – Gesetzlos (Fernsehreihe)
- 2017: Offscreen (Webserie, Folge Erstens kommt es anders und zweitens als man denkt)
- 2018: Red Sparrow (Kinofilm)
- 2019: Der Staatsanwalt (Fernsehserie, Folge Vergissmeinnicht)
- 2019: Whiskey Cavalier (Fernsehserie, Folge Hearts & Minds)
- 2020–2021: Barbaren (Fernsehserie, Netflix)
- 2021: Undercover (Fernsehserie, Netflix, Folge Pater Familias)
- 2023: SpyMaster (Fernsehserie, HBO, Warner TV)